# Saltacionismo
Em biologia, saltacionismo é uma mudança repentina em determinado organismo de uma geração para a outra, que é grande ou muito grande em comparação com a variação natural. O termo é usado para mudanças não graduais hipotetizadas por algumas teorias evolutivas antigas ou não-ortodoxas que violam conceitos da síntese evolutiva neo-darwiniana. Antes de Darwin e Alfred Russel Wallace, a maioria dos defensores da evolução eram saltacionistas, como Saint-Hilaire (que defendia que as aves originaram a partir dos dinossauros por saltação) ou Cuvier. Mesmo após a publicação da Origem das Espécies em 1859, vários naturalistas continuaram a defender alguma forma de saltacionismo, normalmente combinada com o gradualismo de Darwin tal como defendido por T. H. Huxley ou Albert von Kölliker.

## Histórico
Durante anos, correntes de pensamentos divergentes apareceram propondo teorias para explicar a formação e a perpetuação de novas espécies, através dos mecanismos de especiação.
Antes de Darwin e Alfred Russel Wallace, a maioria dos defensores da evolução eram saltacionistas, como Saint-Hilaire (que defendia que as aves originaram a partir dos dinossauros por saltação) ou Cuvier. Mesmo após a publicação da Origem das Espécies em 1859, vários naturalistas continuaram a defender alguma forma de saltacionismo, normalmente combinada com o gradualismo de Darwin tal como defendido por T. H. Huxley ou Albert von Kölliker.
Por volta de 1859 a 1972, vigorava a teoria do Gradualismo, proposta por Charles Darwin, defendendo o acúmulo de pequenas modificações ao longo de várias gerações, portanto um evento lento, condicionado pela transferência hereditária de mudanças no comportamento morfológico e fisiológico do indivíduo.
Stephen Jay Gould e Niles Eldredge (1972) sugeriram que os paleontólogos poderiam ter interpretado mal o neodarwinismo, pois o documentário fóssil, que por muitas vezes não mostra transições evolutivas suaves e sim um padrão que uma espécie apareça subitamente, permaneça por um período e depois se extinga.
Na década de 1970, quando foi divulgada a teoria de Eldredge e Gould, as teorias de especiação por transposição de vales eram mais populares, mas as evidências e tendências teóricas colocaram-se contra essas teorias, dessa forma, o equilíbrio pontuado era controverso, pois se embasava em um conjunto controverso de teorias sobre a especiação.

## Conceito
Em 1972, uma nova teoria científica foi proposta por Gould e Eldredge, denominada de Equilíbrio Pontuado (Saltacionismo, Pontualismo ou Teoria dos Equilíbrios Intermitentes), que tinha como princípio que a evolução de uma espécie não ocorre de forma constante, mas sim alternando em períodos de poucas mudanças e bruscas mudanças que caracterizam alterações estruturais ou orgânicas adaptadas e selecionadas, em outras palavras, saltacionismo é uma mudança repentina em determinado organismo de uma geração para a outra, que é grande ou muito grande em comparação com a variação natural.

Este tipo de mudança brusca pode ocorrer quando há mutações em genes reguladores do desenvolvimento embrionário, gerando uma mudança repentina na prole. Em geral, este tipo de mudança gera mudanças adaptativas com defeito, mas se uma destas mutações é adaptativa, como poderia ser o surgimento de uma pluma em vez de uma escama, como foi o aparecimento dos primeiros pássaros a partir de uma linhagem de dinossauros, esta mudança na população seria definida para transmitir aos descendentes. Um exemplo citado por Gould é o sexto dedo do panda. 

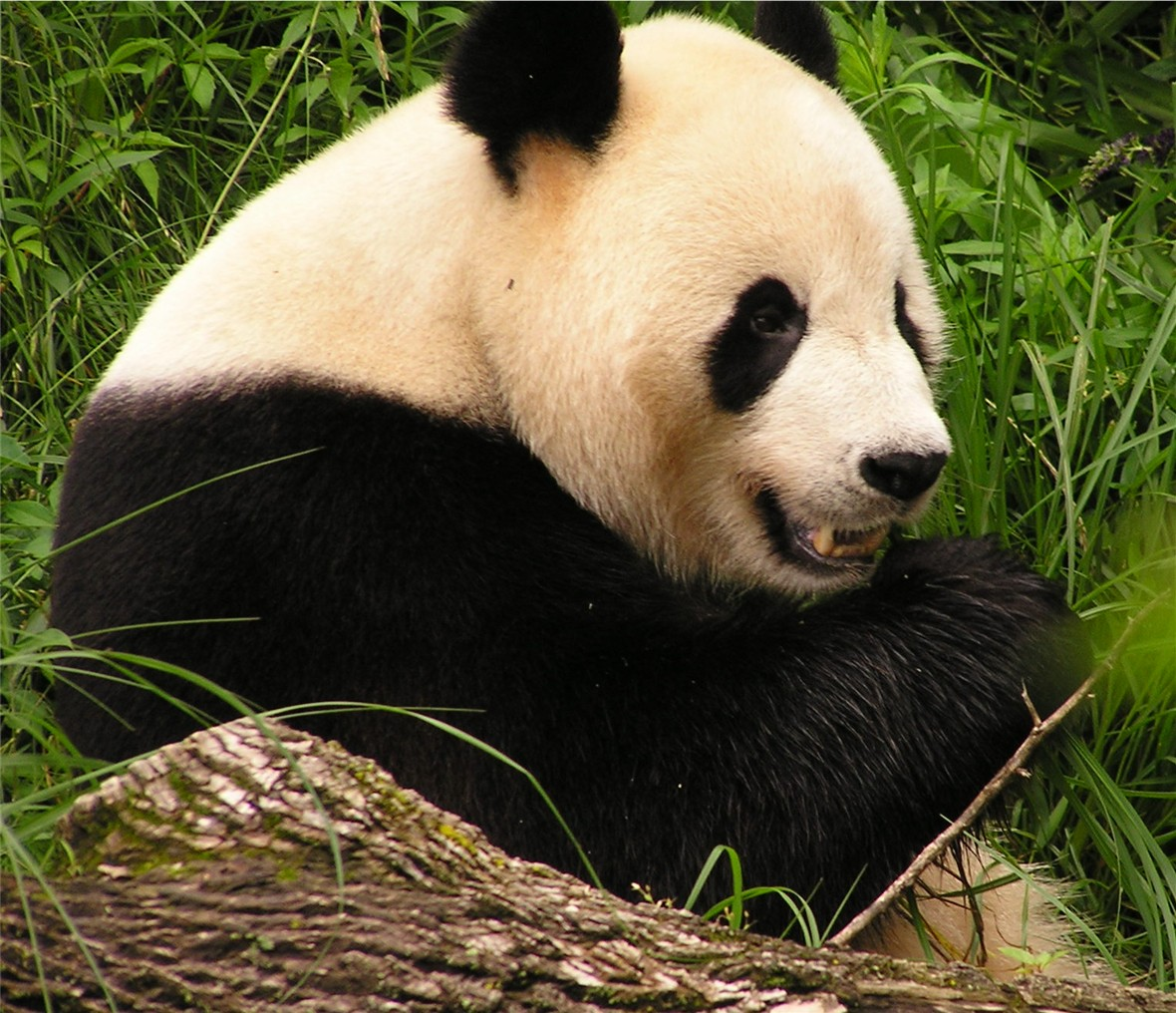
Panda closeup

Na verdade não existe um sexto dedo, o que aconteceu foi uma mutação vantajosa no desenvolvimento do gene regulador do pulso que lhe permitiu ter um osso longo e preênsil, que funciona como um polegar, o que permitiu que o panda obter alimento e apreendê-lo com as mãos, o que o resto dos ursos plantígrados não consegue.
A descontinuidade do registro fóssil fundamenta essa hipótese, já que em poucos casos ocorre a constatação de mudanças graduais, além disso, a verificação intermitente de espécies fósseis, contidas em extratos sedimentares formados ao longo da escala geológica, demonstrava um contexto evolutivo em que as especiações provavelmente ocorressem em períodos pontuais, ou seja, bem curtos, pelos quais os organismos passavam por mudanças, estabilizados em momento subseqüente.
Após períodos de altas taxas de mudanças em uma espécie podem ocorrer períodos de taxas reduzidas, denominadas estases por Eldredge e Gould. Estes períodos podem ser explicados por seleção estabilizadora ou por restrições, onde a restrição significa que não ocorrem mudanças na espécie porque falta variabilidade genética, mas não foram constatadas evidências da constância das espécies por esse motivo. Entretanto, a seleção estabilizadora é uma teoria bem documentada e amplamente aceita como explicação para estase.
A teoria do equilíbrio pontuado gerou muitas controvérsias, dois motivos foram:
- O equilíbrio pontuado afronta o gradualismo de Darwin;
- A teoria foi criada em conjunto com ideias de especiação menos aceitas.

## As teorias de Transposição de Vales e o Saltacionismo
A especiação por transposição de vales ocorre quando se considera que espécies diferentes ocupam picos adaptativos diferentes dentro de uma paisagem adaptativa, dessa forma, para que uma espécie evolua para outra, a população precisaria passar por uma fase desvantajosa. Este tipo de especiação é difícil porque as duas forças evolutivas são a Seleção Natural e a Deriva Genética, mas se considerarmos que a seleção natural opõe-se a transposição de vales, já que a população teria que passar por um período desvantajoso e não seria selecionada, para que a deriva conduza uma população por um vale ela tem que trabalhar contra a seleção, o que é improvável. Então para que ocorra a especiação por transposição de vales condições especiais teriam que acontecer. Como acontece em populações pequenas sob pressão (Mayr, 1963, 1976), ou por um processo especial de mudança de picos, ou até mesmo quando a seleção natural não atua, isso ocorre quando uma população colonizadora explora recursos abundantes, na ausência de competidores (expansão do fundador, Templeton, 1996).
A especiação por transposição de vales tem sido usada para prever o equilíbrio pontuado. Quando situações especiais são necessárias a evolução acaba avançando por meio de uma rápida mudança de pico.
Porem, a teoria de Eldredge e Gould, pode ser derivada da teoria da especiação alopátrica ou até mesmo peripátrica, dessa maneira independendo das teorias de transposição de vales.

## Evidências do Equilíbrio Pontuado e do Gradualismo[4]
Para se constatar se uma espécie segue o padrão do gradualismo ou do saltacionismo deve-se observar duas condições:
- Os sedimentos analisados devem ter se depositado com boa continuidade;
- A evidência deve ser biométrica e não taxonômica.

A visão taxonômica considera variações morfológicas dentro de uma mesma espécie, dessa forma é difícil constatar se as variações são graduais ou abruptas. Com medidas das formas da população ao longo do tempo pode-se analisar se a média mudou subitamente ou gradualmente.
Também é preciso saber se as alterações na população foram genéticas ou fenotípicas, porque se um organismo muda como resposta ao meio (fenotipicamente) e não geneticamente não pode se dizer que são eventos evolutivos, e como a teoria do saltacionismo é evolutiva ela precisa ser testada com dados evolutivos.
O gradualismo e o saltacionismo se contradizem, mas não são ideias opostas e sim dois extremos de dimensões contínuas, sendo assim, algumas espécies podem ter o padrão gradualista de evolução, outras o padrão saltacionista e outras padrões intermediários.

### Briozoários do Mioceno superior têm padrão evolutivo de equilíbrio pontuado
Briozoários são um grupo de invertebrados aquáticos sésseis. O gênero Metrarabdotus que possui até hoje indivíduos do gênero vivendo nos mares e registro fóssil muito bom fizeram com que esse gênero fosse estudado por Cheetham (1986). Os fósseis foram escavados na República Dominicana e o estudo os datou como do Mioceno superior e do Plioceno inferior (8 a 3,5milhões de anos).
Foram medidas cerca de 46 características morfológicas por espécime, em um total de 1000 espécimes de aproximadamente 100 populações. Constatou-se que a maioria das espécies não mudou de forma durante grandes períodos (milhões de anos), e as novas espécies apareceram bruscamente, sem populações intermediárias.

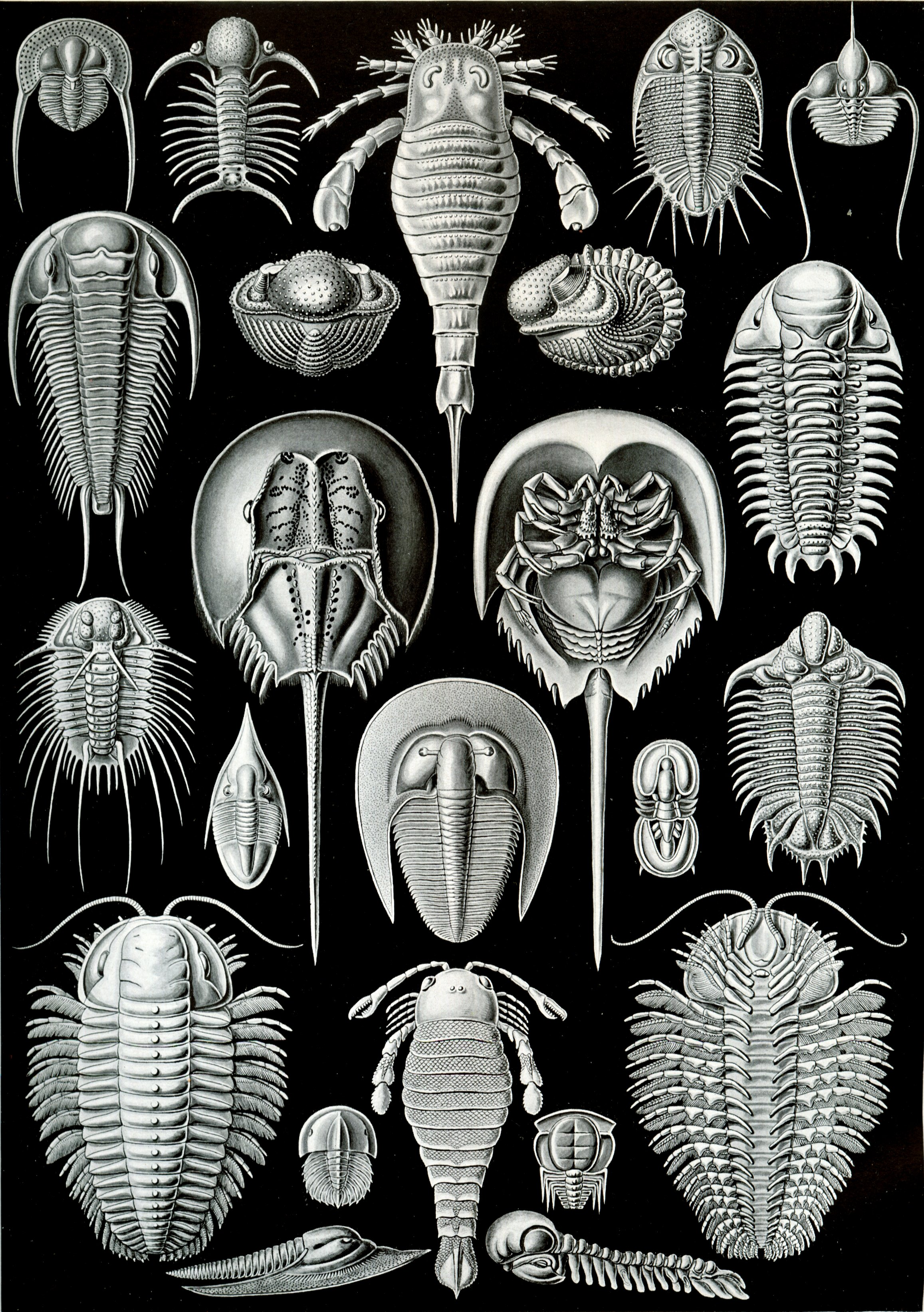
Trilobitas

 E em vários casos, a espécie ancestral existiu conjuntamente com a nova espécie. Cheetham também testou se as espécies identificadas por biometria eram somente variações morfológicas de uma mesma espécie. Ele cultivou uma espécie vivente atualmente em várias condições e as mudanças fenotípicas foram muito parecidas e se analisadas eram colocadas como a mesma espécie. Concluindo então que as espécies descritas no trabalho não eram variações fenotípicas e que os briozoários seguem sim um padrão evolutivo de saltacionismo.

### Trilobites do Ordoviciano apresentam padrão evolutivo de gradualismo
Trilobites é um grupo extinto de artrópodes que são classificados pelas características morfológicas externas, como o número de costelas pigidiais, onde o pigídio é a parte caudal do corpo do trilobite. Sheldon (1987) fez um estudo biométrico desses animais, em uma região do País de Gales, medindo o número de costelas de 3.458 espécimes de oito linhagens genéricas, retiradas de sete seções estratigráficas. As seções tinham período máximo de 3 milhões de anos.
O estudo constatou que o número médio de costelas pigidiais aumentou com o tempo, portanto de forma gradual. Por muitas vezes identificou-se que uma geração era intermediária entre as amostras anteriores e posteriores.

## Conclusão
Os dois exemplos dados confirmam que tanto o gradualismo quanto o saltacionismo são eventos reais da evolução fóssil. Assim em exemplos reais de especiação em fósseis mostram que as taxas de evolução apresentam alterações, do abrupto ao suave, dependendo da espécie. Entretanto, o equilíbrio pontuado pode ser mais comum que o gradualismo. Perguntas como que fatores levam a evolução seguir padrões gradualistas ou saltacionistas só poderão ser respondidas no futuro, já que por enquanto as perguntas que estão respondidas são quais taxas evolutivas aconteceram durante os eventos de especiação de espécies fósseis encontradas.